# 沖田有由
沖田 有由（おきた ゆうゆ、2002年6月11日 - ）は、熊本県出身の女子サッカー選手。岡山湯郷Belle所属。ポジションはディフェンダー、MF。

## 来歴
2024年12月19日、岡山湯郷Belleへの加入が発表された。

## 所属クラブ
- 2025年 - 岡山湯郷Belle